# 斷章的格林
《斷章的格林》（日語：断章のグリム）是日本的輕小說作品，作者為甲田学人，插畫為。2009年廣播劇CD化。

## 登場人物
以下廣播劇版之配音員。

### 主要人物
白野 蒼衣（Aoi Shirano，聲：KENN）
私立典嶺高等學校的1年生。
時槻 雪乃（Yukino Tokitsuki，聲：藤村步）
市立第一高中的1年生。
時槻 風乃（聲：遠藤綾）
雪乃的姐姐。
鹿狩 雅孝（Masataka Kagari，聲：三木眞一郎）
田上 颯姬（Satsuki Tanoue，聲：福圓美里）
夏木 夢見子（Yumiko Natsuki）

### 其他〈騎士團〉相關者
瀧 修司
戶塚 可南子
無名

### 次要人物
敷島 讓
蒼衣的同班同學。
佐和野 弓彦
蒼衣的同班同學。
三木目 源
溝口 葉耶
蒼衣的童年玩伴。

### 被泡禍吞噬的人

#### 灰姑娘
杜塚 真衣子（Maiko Morizuka）
蒼衣的同班同學。因要照顧未期癌症的母親而休學中。暗恋白野苍衣。
在“灰姑娘”的故事中被吞噬成为异形，重伤雪乃，最后被觉醒的苍衣理解噩梦并杀死。
黑磯 夏惠
眞衣子的表姐，作为鸽子试图取出苍衣的眼球，被雪乃用断章烧死。

#### 糖果屋
媛澤 遙火
雪乃班上的委員長。对雪乃态度和善，是雪乃所喜爱的人。
六年前被婴儿之母说成凶手后一直郁结于心。
被魔女化的麻智骗到公寓，发现麻智弟弟的尸体后被麻智袭击，反击时把麻智推下楼杀死。因此成为第三代魔女。
魔女化后仍保留强烈责任感，要求雪乃杀死自己。最终被雪乃身上所附的风乃烧死。
橫川 麻智
遙火的好友兼同班同學。有一個就讀小學的弟弟。
被一代魔女婴儿之母捕获至厨房，用刀将婴儿之母反杀。因此成为第三代魔女。
魔女化后杀死弟弟，并试图伏击遥火，被遥火杀死。
嬰兒之母
在遙火小學四年級時，把自己的親生兒子獨留在車上，但幾小時沒回到車上，間接令嬰兒中暑死亡，把曾路過的遙火稱為殺人兇手。
在噩梦糖果屋中作为第一代魔女，杀死数人塞进冰箱。在试图用微波炉杀死麻智时被其用刀反杀。

## 用語
神的惡夢、惡夢之泡
泡禍
斷章
斷章保持者
潛有者
異端
異形
斷章騎士團（Order of the Fragments）
騎士（Order） 支部（Lodge）
斷章詩
惡意傳說（Malicious Tale）

## 出版書籍
小說
| 日文標題 | 日文標題 | 中文譯名     | 發售日期       | ISBN                   |
| -------- | -------- | ------------ | -------------- | ---------------------- |
| 1        |          | 灰姑娘       | 2006年4月1日   | ISBN 978-4-8402-4066-6 |
| 2        |          | 翰修與歌麗德 | 2006年7月1日   | ISBN 978-4-8402-3483-2 |
| 3        |          | 美人魚       | 2006年12月1日  | ISBN 978-4-8402-3635-5 |
| 4        |          | 美人魚       | 2007年3月1日   | ISBN 978-4-8402-3758-1 |
| 5        |          | 小紅帽       | 2007年7月1日   | ISBN 978-4-8402-3909-7 |
| 6        |          | 小紅帽       | 2007年12月10日 | ISBN 978-4-8402-4116-8 |
| 7        |          | 生金蛋的鵝   | 2008年4月10日  | ISBN 978-4-04-867016-6 |
| 8        |          | 丁香花       | 2008年8月10日  | ISBN 978-4-04-867172-9 |
| 9        |          | 丁香花       | 2008年12月5日  | ISBN 978-4-04-867420-1 |
| 10       |          | 睡美人       | 2009年4月10日  | ISBN 978-4-04-867764-6 |
| 11       |          | 睡美人       | 2009年8月10日  | ISBN 978-4-04-867939-8 |
| 12       |          | 快樂王子     | 2010年5月10日  | ISBN 978-4-04-868541-2 |
| 13       |          | 快樂王子     | 2010年10月1日  | ISBN 978-4-04-868929-8 |
| 14       |          | 長髮公主     | 2011年3月10日  | ISBN 978-4-04-870376-5 |
| 15       |          | 長髮公主     | 2011年8月10日  | ISBN 978-4-04-870730-5 |
| 16       |          | 白雪公主     | 2011年12月10日 | ISBN 978-4-04-886185-4 |
| 17       |          | 白雪公主     | 2012年5月10日  | ISBN 978-4-04-886563-0 |

- （附於廣播劇CD）

漫畫
| 冊數 | 集英社         | 集英社                 |
| 冊數 | 發售日期       | ISBN                   |
| ---- | -------------- | ---------------------- |
| 1    | 2016年11月19日 | ISBN 978-4-83-423248-6 |
| 2    | 2017年4月19日  | ISBN 978-4-83-423256-1 |
| 3    | 2018年1月19日  | ISBN 978-4-83-423262-2 |
| 4    | 2018年8月17日  | ISBN 978-4-83-423270-7 |

## 廣播劇CD
於2009年8月10日發售，主題為《小精靈與鞋店》
配音員
- 時槻雪乃：藤村 歩
- 白野蒼衣：KENN
- 時槻風乃：遠藤 綾
- 田上颯姫：福圓美里
- 鹿狩雅孝：三木眞一郎
- 伊東穂：神田朱未
- 伊東紫：佐藤利奈